# Маякин, Валентин Андреевич
Валентин Андреевич Маякин  (род.  4 сентября 1934, теперь в Донецкой области) — украинский деятель, директор Константиновского металлургического завода Донецкой области. Народный депутат Украины 1-го созыва.

## Биография
Родился в семье рабочих.
Образование высшее: окончил Днепропетровский металлургический институт, инженер-металлург.
Работал рабочим, инженером Константиновского металлургического завода имени Фрунзе Донецкой области.
Член КПСС.
С 1987 года — директор Константиновского металлургического завода имени Фрунзе Донецкой области, председатель правления ОАО «Константиновский металлургический завод» Донецкой области. 
18.03.1990 избран народным депутатом Украины, 2-й тур 60,10% голосов, 5 претендентов. Входил в группу «Промышленники». Член Комиссии ВР Украины по вопросам развития базовых отраслей народного хозяйства.
Потом — на пенсии.

## Награды
- ордена
- медали